# Leyn Leijnse
Leyn Leijnse of Leynse  (Amsterdam, 23 september 1941 - Vanves, 7 oktober 2006) was een Nederlands schrijver, dichter en schilder.

## Levensloop
Na een paar jaar Amsterdams Lyceum voer Leijnse als ketelbink op de wilde vaart. Eind jaren zestig was hij bureauredacteur bij Het Vrije Volk te Rotterdam. Hij maakte reizen naar Noord-Afrika en Nabije Oosten. In Israël werkte hij in een kibboets. 
In 1972 nam Leijnse deel aan Poetry International te Rotterdam, en ook in 1977 las hij op Poetry voor uit zijn werk. In 1974 richtte hij met de dichters Rien Vroegindeweij en Eddy Elsdijk de poëziewinkel "Woutertje Pieterse in Poëzie"op. Hij werkte mee aan literaire activiteiten van de Rotterdamse Kunststichting, Workshop Arbeidersliteratuur Rotterdam. 
In  In 1978 verbleef hij een half jaar in New York. De laatste 20 jaar werkte hij afwisselend in Parijs en Rotterdam. Hij schilderde ook. Geschreven en beeldend werk vullen elkaar aan.
Leijnse ontving in 1969 de Anna Blaman Prijs voor zijn debuutroman Afrika sterft. In 1970 kreeg hij net als Jacobus P. Bos en Bob den Uyl een  stipendium van de Rotterdamse Kunststichting. In 1974 ontving hij de Herman Gorterprijs voor zijn boek Antwerpen.
In 2012 was tijdens het Poetry International Festival een hommage gewijd aan Leyn Leynse, georganiseerd door Marc Kregting onder de titel "leve Pier Angeli." Daarbij was ook een vertaalproject onder leiding van Rob Schouten en een voordracht uit het werk van Leyn Leynse door Anne Vegter.

## Publicaties, een selectie
- 1970: Afrika Sterft (roman) - Uitgeverij Paul Brand - Bussum.
- 1971: Pat (novelle), Rotterdamse Kunststichting
- 1974, januari: Elegiae & Telegonos, gedichten in tijdschrift Gedicht, De Bezige Bij, Amsterdam
- 1974: Antwerpen (gedichten), De Bezige Bij,  Amsterdam.
- 1982: Williamsborough Bridge in Op de Brug, Rotterdamse Kunststichting
- 1985, zomer: Zwart doch lieflijk/Nigra sed formosa, novelle, in tijdschrift Rotterdams Mooi
- 1996: Bijdrage aan 24 gedichten voor Ruth (Jansen), Amsterdams Fonds voor de Kunst
- 1997: En Rade, gedicht in tijdschrift Hard Werken Rotterdam
- 1998: Carnaval op de Styx in Dichter bij de Maas, Pendrecht Fonds, Rotterdam
- 2000: Creedance in Hé, de Hef, Uitgeverij Duo Duo, Rotterdam
- 2000: Cubicilium Vitae, Frans gedicht in bundel bij expositie Olivier Harteman in Parijs
- 2002: Die Malerin [MZ] vertaling gedicht van Nelly Sachs in Zand van Ellen Rouppe
- 2002: Stilleven/Nature Coite in Ja, ik wil - gedichten voor Willem-Alexander en Maximà, Uitgeverij Meulenhoff / Gemeentebestuur Amsterdam
- 2004: Atrecht, gedichten en tekeningen, HERoes' Ateliers,  Rotterdam
- 2008  Uitgave van een leporello, een kunstenaarsboek met schilderijen van Olivier Hartemann en een gedicht van Leyn Leynse, in de collectie "Derrière le vitre", uitgegeven door Jean-Pierre Huguet, Frankrijk. De uitgave bevat een cd met gedichten van Leyn Leynse voorgelezen door Eddy Elsdijk (Nederlands) en Anne de Staël (Frans) ISBN 978-2-35575-050-2
- 2012: "NADAGEN", nagelaten gedichten en een keuze uit ander werk, uitgeverij Douane Rotterdam, ISBN 9-789072-247520

Biografische verwijzingen
- Michel Ball, Herinneringen aan Leyn Leijnse, Rotterdam: Arco, 2012, ISBN 978-90-804303-6-5
- Eddy Elsdijk, Leyn Leijnse dichterbij, in: Passionate Magazine, maart/april 2008, jaargang 15, nr. 2
- Eddy Elsdijk, Foetsie de Vis: herinneringen aan Leyn Leijnse, in verzamelboek ROTTERDAM, Lebowski Publishers, 2012.

## Exposities
- 2002: Steamerleed, gouache, in Galerie De Aanschouw, Witte de Withstraat, Rotterdam
- 2004: Expositie van 6 gouaches in Kunstcafé Gommers, Rotterdam
- 2005: Expositie van 4 gouaches bij groepsexpositie in Laurenskerk,  Rotterdam
- 2012: Tijdens Poetry International organiseerde het Centrum Beeldende Kunst een solo-expositie. De opening was tijdens de LANGUAGE & ART GALLERYTOUR, Rien Vroegindeweij sprak tijdens de midisage.